# Chai Ling
Chai Ling (ur. 15 kwietnia 1966 roku w Ruzhao w prow. Shandong) – chińska dysydentka, jedna z czołowych postaci protestów na placu Tian’anmen w 1989 roku.

## Życiorys
W 1987 roku ukończyła studia z zakresu psychologii na Uniwersytecie Pekińskim. Na początku kwietnia 1989 roku przyłączyła się do protestujących na placu Niebiańskiego Spokoju, szybko wyrastając na przywódczynię najbardziej radykalnej grupy studentów. Przekonała demonstrantów do rozpoczęcia strajku głodowego. Zdaniem krytyków postawa Chai, do samego końca odmawiającej opuszczenia placu i dążącej do konfrontacji z władzami, bezpośrednio przyczyniła się do krwawego stłumienia protestu 4 czerwca 1989 roku.
Po pacyfikacji placu Tian’anmen nazwisko Chai znalazło się na liście najbardziej poszukiwanych przez władze osób. Wraz z mężem Feng Congde, który również brał udział w protestach, uciekła przez Hongkong do Francji, a następnie wyjechała do Stanów Zjednoczonych. W 1990 roku była nominowana do Pokojowej Nagrody Nobla. W USA ukończyła studia na kierunku stosunki międzynarodowe na Harvard Business School i rozpoczęła pracę w branży komputerowej. Rozwiodła się także z mężem i poślubiła Amerykanina. Wspiera działalność prodemokratyczną w Chinach, założyła fundację walczącą przeciw polityce jednego dziecka. Wielu dawnych uczestników protestów na placu Tian’anmen zarzuca jej wykorzystywanie tych wydarzeń dla promocji własnego wizerunku.